# Tears Don’t Fall
Tears Don’t Fall ist ein Song der walisischen Metal-Band Bullet for My Valentine. Es ist die vierte Single der Band aus ihrem Studioalbum The Poison. Die Single wurde am 17. Juni 2006 über Trustkill Records in den Vereinigten Staaten veröffentlicht. Das Lied gewann den Kerrang! Award in der Kategorie „Beste Single“.

## Inhalt
Der Songtext erzählt die Geschichte eines Mannes, der eine Affäre mit seiner Partnerin hat, und die Schuldgefühle, die er hat, und wie er sich nicht sicher ist, ob seine Partnerin ihn noch lieben würde, wenn sie die Wahrheit wüsste. Das Lied offenbart später, dass der Mann in demselben Raum stirbt, in dem er einst mit seiner Liebe geschlafen hat.

## Musikvideo
Die beiden Musikvideos unter der Regie von Tony Petrossian zeigt die Band an einem Ort mit starkem Regen. 
Die Geschichte des ersten Videos zeigt eine Frau und einen Mann, die zärtlich zueinander sind, aber als die Frau (Taylor Cole) am nächsten Tag versucht weiterzumachen, lässt der Mann sie nicht an sich heran. Nach einer Weile verliert das Auto an Kraftstoff. Nach dem Auftanken versucht die Frau, sich dem Mann zu nähern, und lässt ihn mit einem Kanister auftanken. Er stößt sie weg, aber der Kanister hat sich geleert, der Treibstoff wurde auf den Boden geschüttet. Der Mann steigt in das Auto und fährt davon. Das Mädchen läuft dem Auto hinterher. Der Mann hält vor einem Hotel, geht hinein und findet eine blonde Frau, die die vorherige Frau ersetzt, die er zurückgelassen hat. Die vorherige Frau schafft es schließlich, zu dem Hotel zu gehen, in dem er sich aufhält. Dann betritt sie das Hotelzimmer und tränkt den Mann, die blonde Frau und sich selbst mit dem Kanister, den er zuvor fallen gelassen hat. Sie zieht dann ein Feuerzeug heraus, um den Raum und alle anderen in Brand zu setzen. Als sie jedoch das Feuerzeug auf das Bett fallen lässt, hat es keine Wirkung. Die Frau lächelt und gibt dem verängstigten Paar, das auf dem Bett kauert, einen sarkastischen Kuss. Jetzt wird ihnen klar, dass sie nicht sterben werden. Die Kamera wechselt dann zu einem tropfenden Wasserschlauch, der darauf hinweist, dass er zum Füllen des Fasses mit Wasser verwendet wurde.
Im zweiten Video erblickt eine Frau ihren Freund mit einer Liebhaberin in seinem Auto. Die Frau ersucht Hilfe bei einer spirituellen Meisterin. Diese übergibt ihr eine Voodoo-Puppe. Nachdem die Frau in wütende Ekstase gerät sticht sie auf die Puppe ein. Ihr Freund im Auto windet sich vor Schmerzen, schließlich geht das Auto in Flammen auf und beide Personen sterben. Entsetzt sieht die Frau, was sie angerichtet hat.